# 2012年11月

## 11月1日
- 歐盟統計局公布資料顯示，9月歐元區失業人口高達1,850萬，比8月再增多14萬6,000人。中央社（页面存档备份，存于）

## 11月3日
- 中國廈門「中國捷通達電信」（手機儲值卡）公司，無預警倒閉，負責人葉彥榮捲款近人民幣5.6億潛逃海外。自由時報

## 11月4日
- 中国共产党第十七届中央委员会第七次全体会议审议通过中国共产党中央纪律检查委员会关于薄熙来严重违纪问题、关于刘志军严重违纪问题的审查报告，确认中国共产党中央政治局今年分别作出的给予薄熙来、刘志军开除党籍的处分。新华网（页面存档备份，存于）

## 11月5日
- 第9届亚欧首脑会议在老挝首都万象开幕。这次为期两天的首脑会议以“和平挚友，繁荣伙伴”为主题。新华网（页面存档备份，存于）

## 11月6日
- 湄公河中国船员遇害案在昆明市中级人民法院一审宣判。主犯糯康被判死刑。桑康、依莱、扎西卡均被判死刑，扎波被判死刑缓期执行，扎拖波被判有期徒刑8年。 新华网（页面存档备份，存于）

- 俄罗斯国防部长阿纳托利·爱德华多维奇·谢尔久科夫因腐败丑闻被解职，谢尔盖·绍伊古接任。新浪网（页面存档备份，存于）
- 科学家首次确认在新西兰发现世界上最稀有的鲸鱼——铲齿喙鲸的活体。新民网
- 波多黎各举行决定其政治地位的公投，多数投票者支持改变现有的政治地位，并选择成为美国第51州。腾讯（页面存档备份，存于）

## 11月7日
- 美國微軟於官網發布，「即時通Windows Live Messenger 」於2013年第一季（Q1）關閉，其平台、技術等資源將與Skype整併，但中國内地地區除外，尚可繼續使用MSN。中央社
- 美国现任总统巴拉克·奥巴马在2012美国大选中成功连任。BBC（页面存档备份，存于）
- 法新社引述瓜地馬拉訊息，太平洋外海發生規模7.4（2012/11/09修正:7.2）強烈地震，造成瓜地馬拉聖貝竹草丘（San Pedro Sacatepequez）居民，至少8~10人喪生。（2012/11/09修正:總計死亡人數52人，受傷5,251人，失蹤22人及受災人數120萬人）中央社-1（页面存档备份，存于）中央社-2（页面存档备份，存于）
- 美國心臟學會（American Heart Association）訂定今日為「全國健康飲食日」（National Eating Healthy Day），並同時公布民眾常吃，但易過鹹之6種食物，其包括麵包、麵包捲、冷盤或煙燻肉類、披薩、家禽肉類、湯品、三明治等。呼籲民眾應注意飲食健康。中央社

## 11月8日
- 美國田納西州范德比大學（Vanderbilt University）於今發表於「神經元」（Neuron）期刊的最新研究指出，大腦在做不同決定時，是使用不同方法。此理論推翻之前的研究，因兩方之研究結果是相異的。中央社
- 美國國家廣播公司新聞網（NBC News）報導，天文學家重新分析「高準度徑向速度行星搜索器」（HARPS）對HD 40307星系的觀測結果。新發現的太陽系外行星「HD 40307g」，其距離恆星之位置適中，成為像地球一樣的類地行星的機率是50%。中央社

## 11月10日
- 蔚山现代队夺得2012年亚足联冠军联赛冠军。网易体育（页面存档备份，存于）

## 11月11日
- 缅甸北部发生6.8级地震，造成至少14人死亡。凤凰网（页面存档备份，存于）

## 11月12日
- 世界超級電腦計算速度排行榜「TOP500」今出爐，美國能源部橡樹嶺國家實驗室（Oak Ridge National Laboratory）的「泰坦」首次拿下冠軍。其計算速度為每秒1京7,590兆次，是日本超級電腦「京」的1.7倍。第2名「紅杉」（Sequoia 每秒1京6,325兆次）。第三名為日本超級電腦「京」。中央社TOP500（页面存档备份，存于）

## 11月13日
- 法國新能源公司（EDF-EN）宣佈，位於東部默爾特-摩澤爾省（Meurthe-et-Moselle）之杜勒-羅齊葉爾（Toul-Rosieres）最大太陽能發電站今啟用。中央社
- 澳大利亚东北部和南太平洋出现日全食天象。网易（页面存档备份，存于）

## 11月14日
- 希臘已連續17季經濟萎縮，並自2008年陷入衰退期起，預計流失1/5的經濟產值。國民8月失業率亦提升至25.4%，排名居歐盟27國之冠。但第撒隆尼基（Thessaloniki）市長布塔里斯（Yannis Boutaris）卻能逆勢成長，大膽改革挽救財政，預計市財政在2012年將出現預算盈餘。 中央社-1中央社-2（页面存档备份，存于）
- 西班牙和葡萄牙今首度聯合大罷工。西班牙示威民眾與鎮暴警察於馬德里市中心，發生肢體衝突，全國已被逮捕81人。另希臘、義大利、法國與比利時工會亦欲計劃罷工或示威，以響應「歐洲行動團結日」（European Day of Action and Solidarity）。中央社-1中央社-2中央社-3
- 波士頓環球報引述麻州主街公平聯盟(Massachusetts Main Street Fairness Coalition)公佈一報告分析顯示，當地因網上銷售稅的法律漏洞，致當地州稅收損失3億8,700萬美元。也對當地企業造成2億8,000萬美元之損失，另減損2,000個工作機會。台灣經貿網（页面存档备份，存于）
- 世界日報引述美國人口調查局(Census Bureau)公布「2011年補充貧窮衡量研究報告」，指出2011年美國的貧窮人口高達4,970萬人，占總人口的16.1%。目前加州已取代密西西比州，成為「貧窮人口比率」最高的一州。其中西語裔和亞裔貧窮比率較高，各佔28%和16.9%。台灣經貿網（页面存档备份，存于）
- 加拿大科学家发现CFBDSIR 2149-0403，可能为已发现的离地球最近的星际行星。腾讯科技（页面存档备份，存于）
- 以色列国防军向加沙地带的哈马斯组织发起代号为“云柱”的军事行动，炸死哈马斯领导人艾哈迈德·贾巴里。 和讯网凤凰网（页面存档备份，存于）
- 日本首相野田佳彥在國會上與最大在野黨自民黨總裁安倍晉三公開討論，期間他突然宣布，如果自民黨在下屆國會上同意削減眾議院定額人數的話，本月16日宣布解散眾議院舉行大選也可以。而自民黨隨後宣布，答應野田的要求，由此，16日解散眾議院或將成為事實。新华网（页面存档备份，存于）

## 11月15日
- 太空望远镜科学研究所宣布发现距离地球最远的星系MACS0647-JD，形成于宇宙大爆炸之后4.2亿年。腾讯科技（页面存档备份，存于）
- 中共十八屆一中全會在北京召開，習近平獲選為中共中央總書記、中共中央軍委主席，成為最高領導人。李克强连任中共中央政治局常委，张德江、俞正声、刘云山、王岐山、张高丽当选新一届常委。腾讯新聞（页面存档备份，存于）腾讯新聞（页面存档备份，存于）

## 11月17日
- 埃及发生火车和校车相撞事故，已造成51人死亡，其中多数为4-6岁幼儿园学生。中新网（页面存档备份，存于）
- 英國「每日郵報」（Daily Mail）報導:美國德州萊斯大學（Rice University）科學家發現一聚合物，其名為聚氨酯類的多嵌段共聚合物。特性為在遇到高速穿透力時，接觸部分材質呈現液態化，但其他部位依舊保持原狀。預計可全面改革防彈背心材質，或者使用於飛機外殼與渦輪機葉片部位。中央社
- 以色列对加沙地带的空袭进入第四天。巴勒斯坦总理伊斯梅尔·哈尼亚的办公室也在空袭中被摧毁。BBC中文网（页面存档备份，存于）

## 11月18日
- 广州恒大足球队夺得2012年中国足协杯冠军，成为中国联赛史上第3支夺取双冠王的球队。网易体育（页面存档备份，存于）
- 第九屆中國國際航空航天博覽會，今閉幕，中國研發的C919型商用機，獲得有50架之訂單，目前此型機訂單量已達380架。其大部分客戶，目前均為境內公司訂製。中央社

## 11月19日
- 中國新華社報導，太原衛星發射中心今凌晨6時53分成功發射「環境一號」C衛星，預計與已進入於軌道上之A、B衛星會合，組搭小衛星星座，後續將進行環境與災害監控與預測。中央社（页面存档备份，存于）
- 越南「青年報」今報導，自2006和2007年間，國際運輸業蓬勃發展，當地許多業者買了許多船齡超過三十年的船隻協助載貨，現今面臨經濟危機，無貨可載的舊船，轉而成為船東的債務且被迫抵押，滯於海上形成「鬼船」似的存在。另其已嚴重影響航海安全。目前越南有關單位尚無有效方案可資解決。中央社
- 「義大利晚郵報」引述歐洲飛機駕駛人協會（ European Cockpit Association，ECA）之訪問調查結果（訪問週期:自2010年~2012年間，6,000名歐洲機師）顯示-訪查樣本中，每3位就有1位曾於任務執行中打瞌睡，4/5的德國機師坦承曾因過度勞累而犯錯，另92%表示，曾於極度疲勞狀態下，接手飛行任務。中央社
- 義大利媒體報導，為杜絕不合法之危險玩具，義國警方在北部的維琴察（Vicenza）、中部的佩魯賈（Perugia）和南部的科森扎（Cosenza）等地進行查訪，最終查獲有30萬件來自中國的危險玩具（部分材質內含鄰苯二甲酸酯類（Phthalate）物質，部分帶有尖銳器物，或者其電子零件不符歐盟規定）。中央社
- 以色列持續空襲加薩走廊，目前已進入第六天，相對致使巴勒斯坦總死亡人數已提升至87人。中央社

## 11月20日
- 克罗地亚前总理伊沃·萨纳德因受贿被一家地方法院判处10年监禁。新华网（页面存档备份，存于）

## 11月21日
- 2008年孟买袭击案唯一被活捉的袭击者穆罕默德·阿杰马勒·卡萨布在印度的一所监狱被绞刑处决。新华网
- 中華民國外交部表示，中美洲國家貝里斯的勞工、地方政府、鄉村發展、災難急救暨移民事務部長哈爾斯（Godwin Hulse）已於今日簽署給中華民國國民免簽證待遇之法令，且由正在台灣訪問的貝國外交部長艾林頓（Wilfred Elrington）正式告知中華民國政府。此舉讓臺灣受「免簽證」或「落地簽證」待遇之國家或地區已增至131個。中央社（页面存档备份，存于）

## 11月24日
- 中国导演高群书执导的电影《神探亨特张》获得第49届金马奖最佳剧情片。凤凰网（页面存档备份，存于）
- 孟加拉国首都达卡一家服装厂发生大火，造成至少112人丧生，200人受伤。（页面存档备份，存于）

## 11月26日
- 華西都市報公布「网络作家富豪榜」，第一名為「唐家三少」其5年版稅收入，（近3,300萬元人民幣），第二名為「我吃西紅柿」（近2,100萬元人民幣），第三名為「天蠶土豆」（近1,800萬元人民幣）。中央社
- 塞巴斯蒂安·维特尔卫冕2012年世界一级方程式锦标赛车手总冠军，实现三连冠。新浪（页面存档备份，存于）
- 第18屆聯合國氣候變遷綱要公約締約國大會（COP18），在卡達（Qatar）召開。中央社

## 11月27日
- 位於堪察加半島西南部的普洛斯基托爾巴齊克火山於27日深夜開始噴發，並伴有地震。火山雲沿西北方向飄至50多公里處的邁斯科耶與紅亞爾居民點附近，火山灰厚度約達4厘米，未對當地房屋、社會建築造成影響。新浪

## 11月28日
- 科学家在NGC 1277星系中心发现超大质量黑洞，其质量为太阳质量的170亿倍。腾讯新闻（页面存档备份，存于）

## 11月29日
- 聯合國大會投票通過，將巴勒斯坦由觀察員實體提升為觀察員國 联合国新网（页面存档备份，存于）United Nations News Centre（页面存档备份，存于）BBC中文網（页面存档备份，存于）

- 國家航空暨太空總署的水星探測衛星信使號團隊發言人表示，在水星北極區域，永遠曬不到太陽的陰暗坑洞內，發現隱藏了大量凍冰（重量可能多達1012公噸）。（科學人（页面存档备份，存于））